# نسبة الخطر
في تحليل البقاء ، نسبة الخطر ( HR ) هي نسبة معدلات الخطر المقابلة للظروف الموصوفة بمستويين من المتغير التوضيحي. على سبيل المثال ، في دراسة دواء ، قد يموت الافراد اللذين تلقوا العلاج ضعف الافراد اللذين لم يتلقوه خلال وحدة الزمن. ستكون نسبة الخطر 2 ، مما يشير إلى ارتفاع خطر الموت من العلاج.
تختلف نسب المخاطر عن المخاطر النسبية (RRs) ونسب الأرجحية (ORs) في أن المخاطر النسبية ونسب الأرجحية تراكمية على مدار دراسة كاملة ، باستخدام نقطة نهاية محددة ، بينما تمثل الموارد البشرية مخاطر فورية خلال فترة الدراسة ، أو بعض مجموعات فرعية منها. تعاني نسب المخاطر بدرجة أقل من تحيز الاختيار فيما يتعلق بنقاط النهاية المختارة ويمكن أن تشير إلى المخاطر التي تحدث قبل نقطة النهاية.

## التعريف والاشتقاق
تستخدم نماذج الانحدار للحصول على نسب الخطر وفترات الثقة الخاصة بهم.
معدل الخطر الفوري هو الحد الأقصى لعدد الأحداث لكل وحدة زمنية مقسومًا على الرقم المعرض للخطر ، حيث يقترب الفاصل الزمني من 0.
{\displaystyle h(t)=\lim _{\Delta t\rightarrow 0}{\frac {\mathrm {observed\;events\;in\;interval} [t,t+\Delta t]/N(t)}{\Delta t}}}
حيث (N(t : هو عدد المعرضين للخطر في بداية الفترة. الخطر هو احتمال فشل المريض بين {\displaystyle t} و {\displaystyle t+\Delta t} ، بالنظر إلى أنه نجا حتى الوقت {\displaystyle t} مقسومة على {\displaystyle \Delta t} ، حيث {\displaystyle \Delta t} يقترب من الصفر:
نسبة الخطر هي التأثير على معدل الخطر هذا للاختلاف ، مثل عضوية المجموعة (على سبيل المثال ، العلاج أو التحكم ، ذكر أو أنثى) ، كما قُدِّر بواسطة نماذج الانحدار التي تعامل سجل الموارد البشرية كدالة لخطورة أساسية {\displaystyle h_{0}(t)} ومجموعة خطية من المتغيرات التوضيحية: